# 다롄 저우수이쯔 국제공항
다롄 저우수이쯔 국제공항(중국어: 大连周水子国际机场, 병음: Dàlián Zhōushuǐzǐ Guójì Jīchǎng, IATA: DLC, ICAO: ZYTL)은 중국 랴오닝성 다롄시에 있는 공항으로 시내 동쪽에서 10킬로미터 떨어져 있다.

## 개요
1905년 러일 전쟁이 종결되자 일본의 조차지가 되어 종전을 맞은 1945년까지 일본이 다롄을 통치했다. 1927년 항공 법의 시행과 함께 체신성은 정기 항공 수송의 구상을 내놓고 도쿄(하네다)·오사카(후네쵸)·후쿠오카(나시마 수상 비행장)에 비행장 신설·정비를 시작한 국제 항공 우편도 도쿄~다롄(주 태아 비행장과 다롄 관동주 체신국), 오사카~상하이를 개설했다. 민간 항공의 발전과 더불어 저우 태아 비행장에는 만주 항공 회사 정기 편이 하루에 2,3편 취항하는 정도였지만, 1937년 중일 전쟁의 시작과 함께 군용기들이 많이 진출하는 해군의 군용 임시 편의 틈새를 비집고 민간의 더글러스 DC-3이 세세히 운항되고 있던 상태에서 비행장의 크기도 길이 약 800m, 폭 약 400m의 평탄한 토지였다고 한다.
중국어 설명에서는 모두 비행장의 재개된 1972년을 원주 태아 비행장의 시작 시기로 있다.

## 역사
이 공항은 다롄에서 유일한 국제 공항이다.
개항 때부터 지금의 정식 명칭에도 포함되어 있다"주 태아"이란 이름은 여기가 저우 태아란 지명했던 것이 유래에서, 근처에 저우 태아 역도 있다. 시가지의 북서쪽에 위치한 뤼순 북로에 면하고 거리의 중심지로부터 자동차로 약 20분 자리에 있다. 또 다롄 공항은 민군 공용 공항이기 때문에 중국 인민 해방군의 군용기도 계류·이착륙할 수 있다.
최근에는 중국 내에서의 경제 성장에 따른 국내선·국제선 함께 편수가 증가하고 있다. 그 결과, 다롄 공항 설비적 문제나 주변 항로의 혼잡에 따른 당국으로부터 출발 허가가 좀처럼 내려가지 않는 것이 많이 눈에 띄고 30분~1시간 내외의 지연도 드물지 않다. 또 탑승권의 뒷면에는 빠른 탑승을 촉구하는 기술이 간간이 보인다. 더욱 입지상 자연의 영향(짙은 안개, 강풍, 강설, 황사 등)에서 출발·도착 시간 변경, 주변 공항(베이징-칭다오·옌타이·선양 등)에 잠수사도, 결항되고 반항이 적지 않다.
2008년 연간 실적에서는 이용객 수 820만명(전년 대비+12.6%), 발착 횟수 7만 2700회(전년 대비+15.4%), 물동량 13만톤(전년 대비+7.0%)와 중국 동북 지구에서 최대를 자랑하며 2009년 1월 현재 중국 국내 57도시로 98노선, 국외 15개국 39도시로 46노선의 정기 항공 편이 취항하고 있지만 현재 다롄 공항 시설로는 비좁고 있다. 거기에서 다롄 공항 대신 새로운 공항을 진저우 구 진저우 만, 삼십리 보에 건설하려 했다. 2015년경에 개업하는 방향으로 계획이 진행되고 있지만 2011년 3월 현재 착공되지 않았다. 신공항 건설에는 4~5년의 기간이 소요되므로 2009년 3월부터 2010년 말까지 약 2년간 「주 태아 공항 제3기 공사」로 다롄 공항 확장 공사를 하며, 이 공사 완공 후 연간 1600만~1800만명의 이용을 가능하게 한다. 또 주 태아 공항 제3기 공사와 병행하고 화물 수송구 우편 속달구 보세의 3가지 기능을 갖춘 "공항 물류원구 공사"도 2009년 3월부터 시작되었다.
다롄 공항 확장 사업은 국제선 노선 확대의 기회로 규정하고 있으며, 다롄과 일본은 예로부터 여러 면에서 교류가 활발한 것부터 국제선 도쿄 발착 노선은 현행 나리타 공항 뿐 아니라 도쿄 도심에서 가깝고 편리한 하네다 공항과의 사이에 직항 편을 개설하고 편도 2시간 30분에 연결하는 「낮 하루 비즈니스」를 구축할 계획이 있으며, 하네다 공항도 다시 확장 사업을 하고 2010년 10월 21일부터 새 국제선 터미널과 4번째 활주로의 운용이 개시되어 그 10일 후(2010년 10월 31일)에는 32년 만에 국제선 정기 편이 부활하고 있다.
이용객의 급증에 따른 바다를 매립한 인공 섬에 다롄 진저우만 국제공항(영어판)건설이 추진되고 있다.

## 운항 노선

### 국제선
| 항공사        | 목적지                                                                                     |
| ------------- | ------------------------------------------------------------------------------------------ |
| 중국국제항공  | 도쿄(나리타), 오사카(간사이), 홍콩(첵랍콕), 후쿠오카, 히로시마                             |
| 중국남방항공  | 나고야(주부), 도야마, 도쿄(나리타), 삿포로(치토세), 서울(인천), 오사카(간사이), 제주, 청주 |
| 샤먼 항공     | 마카오, 방콕(수완나품), 쿠알라룸푸르                                                       |
| 춘추항공      | 방콕(수완나품)                                                                             |
| 대한항공      | 서울(인천)                                                                                 |
| 아시아나항공  | 서울(인천)                                                                                 |
| 일본항공      | 도쿄(나리타)                                                                               |
| 전일본공수    | 도쿄(나리타), 오사카(간사이)                                                               |
| 중화항공      | 타이페이(도원)                                                                             |
| 유니 항공     | 타이페이(도원)                                                                             |
| 고려항공      | 계절편: 평양                                                                               |
| 스쿠트        | 싱가포르                                                                                   |
| 녹스쿠트      | 방콕(돈므앙)                                                                               |
| 야쿠티아 항공 | 계절편 : 야쿠츠크                                                                          |

### 국내선
| 항공사                 | 목적지 |
| ---------------------- | --- |
| 중국국제항공           | 베이징(서우두), 청두, 톈진 |
| 중국남방항공           | 베이징(서우두), 상하이(푸둥), 광저우, 난징, 롄윈강, 선양, 선전, 스자좡, 시안, 옌지, 우한, 원저우, 정저우, 지난, 창저우, 창춘, 칭다오, 타이위안, 톈진, 하얼빈, 항저우, 허페이 |
| 중국동방항공           | 베이징(서우두), 난징, 린이, 무단장, 창춘, 칭다오, 항저우, 허페이 |
| 샤먼 항공              | 난징, 샤먼, 지난, 창사, 칭다오, 톈진, 푸저우, 항저우 |
| 하이난 항공            | 선전, 시안, 우한, 하얼빈, 하이커우, 허페이 |
| 럭키 에어              | 우한, 쿤밍 |
| 스프링 항공            | 상하이(푸둥) |
| 허베이 항공            | 스자좡, 진황다오 |
| 차이나 유나이티드 항공 | 베이징(다싱) |
| 서부항공               | 지난, 칭다오 |

## 같이 보기
- 중화인민공화국의 공항 목록